# بيلي لانغ
بيلي لانغ (بالإنجليزية: Billy Lang)‏ هو كاتب أغاني وشاعر أمريكي، ولد في 28 مايو 1883، وتوفي في 23 ديسمبر 1944.